# レミントン M8
```
レミントン M8
 (Remington Model 8) は
レミントン・アームズ
が製造・販売した
半自動小銃
で、設計は
ジョン・ブローニング
による
[
4
]
。1905年にレミントン・オートローディング・ライフルという名称で発売されたが、1911年にレミントン M8 に改名された
[
5
]
。 
```

## 歴史
1900年10月16日、ジョン・ブローニングはライフル銃の機構に関するアメリカ合衆国特許第 659,786号を取得し、後にそれをレミントンに売却した。欧州向けはリエージュにあるベルギー国営兵器製造所 (Fabrique Nationale、現在のFNハースタル) で FNブローニング1900 という名称で生産・販売された。 
レミントンとFNの合意により、M8 は米国、FN 1900はそれ以外の地域で販売された。FN 1900は主に西欧およびカナダのハンターに販売されたが、自動装填式ライフルは当時まだ新しく、性能や利点も広く理解されていなかったため、FN 1900はM8と同じようには売れなかった。ライフル専門ウェブサイト、The Great Model 8 のキャメロン・ウッドオールは、「ヨーロッパのハンターに、今まで見たこともないような高価なライフルを買うよう説得するのが困難だったため」と推測している。売上が低調だったため、M8が8万丁以上生産されたのに対して、FN 1900はわずか4,913丁しか生産されなかった。 

## デザインと機能
レミントン M8は、米国で民間向けに販売された半自動小銃で初めて商業的な成功を収めたモデルである。 
反動で動作する長い回転ボルトを備えており、発射後、銃身とボルトはロックされたまま機関部内部を後方に移動し、2つのスプリングを圧縮する。銃身とボルトが完全に後退すると銃身とボルトのロックが解除され、銃身が先に一方のスプリングの反発力により前方に押し戻される。ボルトはそれに遅れてもう一方のスプリングにより前方に押し戻されるが、このときにマガジンから新しい弾丸が拾い上げられて、薬室に装填されるようになっている。レミントン M8は固定式の5連装マガジンであるが、マガジンが空になった時に係合するボルトホールドオープン機構が備えられており、銃身と機関部を工具なしで分離できるようになっているため、携帯時に小さくまとめることができる。 
レミントンはM8用に .25 レミントン弾、.30 レミントン弾、.32 レミントン弾、.35 レミントン弾の4つの新しい口径を用意した。これらの実包は、ボックスマガジンからの給弾の確実性を高めるため、リムレスになっていた。M8は、スタンダード、スペシャル、ピアレス、エキスパート、プレミアの5グレードで展開され、1906年までに商品化された半自動小銃の中で最も信頼性の高い銃であった。 

## 用途
M8の主な市場はスポーツハンティングであったが、着脱可能な大容量マガジンを装備して警察で用いられることもあった。第一次世界大戦では使用されていないとされていたが、実際にはフランス空軍でごく少数ながら空中戦に使用されていた。また、有名なテキサス・レンジャーであるフランク・ヘイマーが使用していたライフルとしても知られている。ヘイマーは改造した.35 レミントン弾仕様のM8に、テキサス州オースティンにあるスポーツ用品店に特注した15連発マガジンを取り付けて使っていた。彼が使用していたシリアルナンバー10045のM8は、ボニーとクライドが最期を遂げた待ち伏せの際に使われたM8のうち1丁であった。この銃は、ミズーリ州セントジョセフのピース・オフィサーズ・イクイップメント社が発売した警察専用の20連発マガジンが取り付けられるように改造されていた。 

## バリエーション
レミントンは1936年にM8を廃番にし、C・C・ルーミスによる改良を施したM81 ウッドマスターを発売した。M81は使用弾薬が .300 サベージ弾となり、それ以外にごく少数の .25 レミントン弾モデルが作られた。スタンダード (M81A)、スペシャル (M81B)、ピアレス (M81D)、エキスパート (M81E)、プレミア (M81F) の5グレードが設定された。連邦捜査局は1933年のカンザスシティの虐殺を受けて、M81の .30 レミントン弾モデルと .35 レミントン弾モデルを導入した。その後、M81は1950年に生産終了となった。 